# Klädd för att gå
Klädd för att gå är ett studioalbum från 1996 av CajsaStina Åkerström.

## Låtlista
All text och musik är skriven av CajsaStina Åkerström.
1. Kom – 5:02
2. Om bara för en dag – 4:20
3. Socker, knäckebröd & choklad – 4:06
4. Långt härifrån – 3:48
5. Klädd för att gå – 3:47
6. Kanske en ängel – 3:47
7. Tänk om – 5:09
8. Tid för att tänka – 3:52
9. Lyckan kommer och lyckan går – 3:38
10. Mitt hjärtas begär – 5:31

### Musiker
- Magnus Frykberg – trummor
- Sven Lindvall – bas
- Kristoffer Wallman – klaviatur
- Lars Halapi – gitarr

## Listplaceringar
| Lista (1996) | Topplacering |
| ------------ | ------------ |
| Norge        | 27.          |
| Sverige      | 1.           |